# 金花蛇屬
金花蛇屬（學名：Chrysopelea）又稱為飛蛇，是蛇亞目游蛇科下的一個蛇屬，是毒蛇成員之一。其分泌的毒性較輕，對人類甚少造成重大威脅。金花蛇主要集中分布於東南亞、美拉尼西亞群島及印度。目前共有5個物種已被確認。

## 特徵
金花蛇是樹棲性蛇類，擅長攀爬樹木；平日多於日間活動，主要捕食鼠類、鳥類及蜥蜴等。屬卵生蛇類。

### 飛行
金花蛇俗稱「飛蛇」，主要是因為牠們會於高處彈跳穿梭，並在半空中做出類似飛翔的動作，因而得名。事實上牠們不懂得飛行，只是利用身體肌肉的擺動，在空中作出短距離降落式的滑翔而已。當牠們要「飛翔」時，會先爬行到高處，壓縮肌肉將身體壓得扁平（其身體寬度可達身體水平高度的兩倍），藉此加強降落時的空氣阻力，再將身體彈出，並滑翔至目的地處。即使沒有翅膀之類的滑翔輔助器官或肢體，金花蛇的滑翔技巧仍可媲美鼯鼠或其他擅長滑翔的動物，甚至有更佳的表現。
金花蛇能以彈道學的原理，準確到達其滑翔的目的地；牠們亦能在身處空中時，以擺動身體的方式，稍微控制飛行方向。根據美國芝加哥大學最近的一項科學研究認為，體型較短小的金花蛇可以作出更遠的飛翔距離，故此得出總結：金花蛇的體型與飛行距離呈反比關係。

## 物種
金花蛇屬目前共有5個物種已被確認，分別是：
- 金花蛇（Chrysopelea ornata, Shaw, 1802）
- 天堂金花蛇（Chrysopelea paradisi, Boie & Boie, 1827）
- 孿斑金花蛇（Chrysopelea pelias, Linnaeus, 1758）
- 摩鹿加金花蛇（Chrysopelea rhodopleuron, Boie, 1827）
- 印度金花蛇（Chrysopelea taprobanica, Smith, 1943）

在上述5個物種中，首三種金花蛇較常被視為金花蛇屬的成員。而摩鹿加金花蛇及印度金花蛇則由於物種本身缺乏清晰資訊，因此其從屬問題尚有爭議的空間。

## 參看
- 螣蛇

## 備註
1. 1 2 3  （英文）尋找飛蛇的秘密 （页面存档备份，存于）
2. 1 2  .   [2011-01-11]. （原始内容存档于2019-07-01）.

## 外部連結
- （英文）Flying Snake Home Page （页面存档备份，存于）
- （英文）Flying Snake's Images
- （英文）naturemalaysia.com's flying snake page
- （英文）Researchers reveal secrets of snake flight （页面存档备份，存于）
- Youtube：飛蛇滑翔片段 （页面存档备份，存于）